# Massenhausen (Straufhain)
Massenhausen ist ein Ortsteil von Straufhain im Landkreis Hildburghausen in Thüringen.

## Lage
Massenhausen liegt östlich von Eishausen direkt an der Grenze zu Bayern. Ortsverbindungsstraßen nach Adelhausen und nach Lempertshausen verbinden den Weiler verkehrsmäßig. Die Südlage der Vorgebirgslandschaft bedingt eine klimatisch verbesserte Lage. Die Gemarkung des Weilers ist stark kupiert.

## Geschichte
Am 18. März 1195 wurde der Ort als „Massenhusin“ erstmals indirekt durch das gleichnamige Rittergeschlecht in einer Urkunde erwähnt. Bis 1317 war das Dorf Stammsitz der Herren von Massenhausen. Die Besitzer des Rittergutes wechselten in folgenden Jahrhunderten öfters. Aus dem Gut ging in den 1920er ein Gestüt hervor, dessen letzten Eigentümer, die Familie Butler, 1945 enteignet wurde.
Nach dem Ende des Zweiten Weltkrieges war die Landesgrenze zu Bayern eine Grenze der sowjetischen Besatzungszone und wurde 1946 geschlossen. Ab 1952 begann die DDR damit, die innerdeutsche Grenze mit Sperranlagen zu versehen, um die Flucht ihrer Bürger in die Bundesrepublik zu verhindern. Massenhausen lag fortan im sogenannten Schutzstreifen der DDR-Grenze und durfte von Bundesbürgern bis 1989 gar nicht und durch DDR-Bürger von außerhalb des Sperrgebietes nur noch mit besonderer Genehmigung betreten werden. Unter anderem wurden die Gebäude des Gestüts in den 1980er Jahren im Rahmen von Grenzsicherungsmaßnahmen gesprengt.
Im Jahr 1949 hatte Massenhausen 103 Einwohner, 1989 waren nur noch 12. Im Jahr 2020 lebten 31 Personen in dem Ort.